# Walteriella tryznai
Walteriella tryznai es una especie de coleóptero de la familia Cantharidae.

## Distribución geográfica
Habita en Megalaya (India).